# Diario Jaén
Este artículo se refiere al diario editado en Jaén. Para otros casos, véase Jaén (desambiguación).
Diario Jaén es un periódico de información general de pago editado en Jaén, redactado íntegramente en lengua castellana y de  distribución diaria y matinal. Publicó su primer ejemplar en 1941. Se edita con páginas alternas en color y blanco y negro.
Según los datos del estudio de la Oficina de Justificación de la Difusión (OJD) de julio-2009 / junio-2010, tuvo una tirada promedio de 8.032 ejemplares diarios, y una difusión promedio de 6.853 ejemplares diarios. La tercera oleada del Estudio General de Medios (EGM) certificó al rotativo una audiencia de 66.000 lectores. Estos datos lo convierten en el diario líder indiscutible de la provincia jiennense.
La mayoría accionarial de la compañía editora es propiedad de un grupo de empresarios jiennenses liderados por Eleuterio Muñoz González, presidente del periódico desde finales de 2013. Ideológicamente está considerado un periódico preocupado por los intereses primordiales de sus lectores, jiennenses que viven en Jaén o fuera de sus fronteras. Sus secciones de más prestigio son Local y Provincia. Para transmitir la última hora desde cualquier punto de la geografía provincial, Diario Jaén cuenta con una de las redes de corresponsales regionales más importantes de este país.

## Historia
El final de la Guerra civil dejó a la provincia de Jaén sin periódicos editados en la propia provincia. En 1941 el régimen franquista puso en circulación un nuevo periódico, el Jaén, que empezó a circular el 1 de abril de 1941. Su primer director fue Fausto Fernández de Moya. Entonces, el periódico salió con ocho páginas. El formato de los primeros años fue el de tabloide, aunque también llegó a publicarse tamaño sábana, a siete columnas a comienzos de la década de los setenta, aunque posteriormente regresaría al tabloide. Durante toda la etapa franquista el rotativo formó parte de la Cadena de Prensa del Movimiento, constituyendo el único diario que existió en la capital jienense. A pesar de la falta de competencia, el diario no llegó a consolidarse y tuvo bajas ventas. Desde 1946 el diario publicó una edición especial para Andújar, aunque solo se publicaría durante algún tiempo.
En 1973 el Jaén adoptó una nueva sede: abandonó su histórica sede en la carrera de Jesús de la capital y se trasladó al polígono industrial Los Olivares de Jaén, en el número de la calle Torredonjimeno —edificio que en la actualidad sigue ocupando—. Tras la muerte de Franco, en 1977 el diario pasó a formar parte del grupo Medios de Comunicación Social del Estado. Desde 1967 el Jaén entró en déficit y para 1983 acumulaba unas pérdidas de más de sesenta y tres millones de pesetas. Por ello, el estado puso a subasta el diario en 1984. Privatizado, sería adquirido por un grupo empresarial cercano al PSOE. Posteriormente, durante algún tiempo el diario llegó a estar controlado por el Grupo Prisa, aunque en 2007 Prisa lo vendería al grupo Gallardo. Según la OJD, en 2010 el diario tenía una difusión de 7074 ejemplares.
Desde 1985 Diario Jaén otorga los premios «Jiennenses del Año».

## Directores
Etapa franquista (1941-1977)
- Fausto Fernández de Moya
- Miguel Ángel Castiella Mettola
- Francisco Villalgordo Montalbán
- José Chamorro Lozano
- Pedro Morales Gómez-Caminero

Transición (1977-1984)
- Carlos Briones González
- Julio Campuzano Cantero
- Luis Martínez Martínez

Etapa reciente (1984-actualidad)
- Felipe Pedregosa Garrido
- Vicente Camarena Miñana
- Francisco Romacho Ruz
- José Luis Moreno Codina
- Juan Espejo González

## Columnistas y colaboradores
- María Socorro Mármol Brís
- Juan Carlos Abril
- Lola Aguayo
- José Luis Antá Félez
- Ana Barberán Villar
- Antonio Barranco Sánchez
- Rocío Biedma Romero
- Tomás Boyano Sanz
- José Calabrús Lara
- Manuel Calvache Fleitas
- Francisco José Campaña Ortega
- Anuncia Carpio Dueñas
- Sofía Casado Martínez
- José Chamorro
- Rogelio Chicharro Chamorro
- Juan Carlos Contreras Moleón
- Salvador Compán
- Rosa Corencia López
- Ana Domínguez
- Juan del Carmen Expósito Moreno
- Guillermo Fernández Rojano
- Juan José Fernández Trevijano
- Inés Ferreira Reyes
- Luis Foronda Gómez
- Enrique González Fernández
- Francisca Gutiérrez Paulano
- Inmaculada Illescas
- Miguel Ángel Jaenes Gómez
- Manuel Jiménez
- Miguel Ángel Karames
- Juan Eduardo Latorre Gálvez
- Rafael Latorre Ramiro
- Miguel Lechuga Viedma
- Isabel León Luque
- Francisco León Valenzuela
- María López Ruiz
- Juan Carlos López Eisman
- Pedro Antonio López Yera
- Juana Garrido Liébana
- Alma Mesa Piqueras
- Julio Millán Medina
- Juan Manuel Molina Damiani
- Carmen Montes Herrera
- Concha Montes García
- Javier Morallón
- Lope Morales Arias
- Francisco Moreno Medina
- David Navarro Martos
- Antonio Negrillo Fuentes
- Cecilio Nieto
- Miguel Ángel Olivares
- Antonio Oliver Molina
- Miguel Ortega Bueno
- Nicolás Ortiz Bueno
- Juana Pastor Rama
- Francisco J. Peinado
- Manuel Peñalver Castillo
- Rafael Peralta
- Gonzalo Pérez Chamorro
- Manuel Pérez Perálvarez
- Ramón Porras González
- Carmen Pozo Luque
- Julio Pulido
- Genara Pulido Tirado
- Mª Dolores Rodríguez Infante
- Juan Rubio Fernández
- Mª del Carmen Ruíz Ara
- Manuel Ruiz de Adana
- Manuela Rosa Ruiz Torres
- Gerardo Ruiz-Rico Ruiz
- Francisco Salas Herrera
- José Sánchez del Moral
- Conchi Sánchez Morales
- Claudia Sánchez Pérez
- José Luis Siles
- José María Suárez Gallego
- Gonzalo Suárez Martín
- Sonia J. Tirado
- José Antonio Toribio Gámiz
- Gabriel Ureña Portero
- José Valero López
- Teresa Viedma
- José Villar Casanova (VICA)
- Miguel Villar Colmenero
- Miguel Viribay Abad
- Francisco Zamora

## Edición digital
Diario Jaén dispone de una edición digital diariojaen.es. En su página de internet, el periódico actualiza el acontecer diario con noticias de última hora y publica los temas principales de las secciones de su edición impresa. Asimismo hay secciones específicas, como vídeos audiovisuales que ilustran contenidos específicos del portal digital, cuatro blogs propios o encuestas digitales. Todos los artículos están abiertos a los comentarios de los lectores.

## Ediciones deLa Voz
Desde hace varios años, Diario Jaén S.A. también edita una serie de periódicos gratuitos que se distribuyen en las principales comarcas de la provincia. Con las noticias más cercanas a los vecinos, estas publicaciones han logrado consolidarse sólidamente y cada vez cuentan con mayor tirada. Las ediciones son: 
- La Voz de Linares. Quincenal. 20.000 ejemplares para Linares y comarca.
- La Voz de Sierra de Segura. Mensual.

### Pie de página
1. ↑  Checa Godoy, 1991, p. 344.
2. ↑  Checa Godoy, 1991, p. 291.
3. ↑  Reig García, 2011, p. 121.
4. ↑  Reig García, 2011, p. 141.
5. ↑  Sánchez Rada, 1996, p. 22.
6. 1 2 3  Reig García, 2011, p. 154.
7. ↑  de las Heras, 2000, p. 20.
8. ↑  Reig García, 2011, p. 169.
9. ↑  Checa Godoy, 1991, p. 378.
10. ↑  de las Heras, 2000, p. 53.
11. ↑  de las Heras, 2000, p. 251.
12. ↑  Montabes Pereira, 1989, p. 149.
13. ↑  Reig García, 2011, pp. 205-368.
14. ↑  Reig García, 2011, p. 610.